# Kasteel d'Ursel

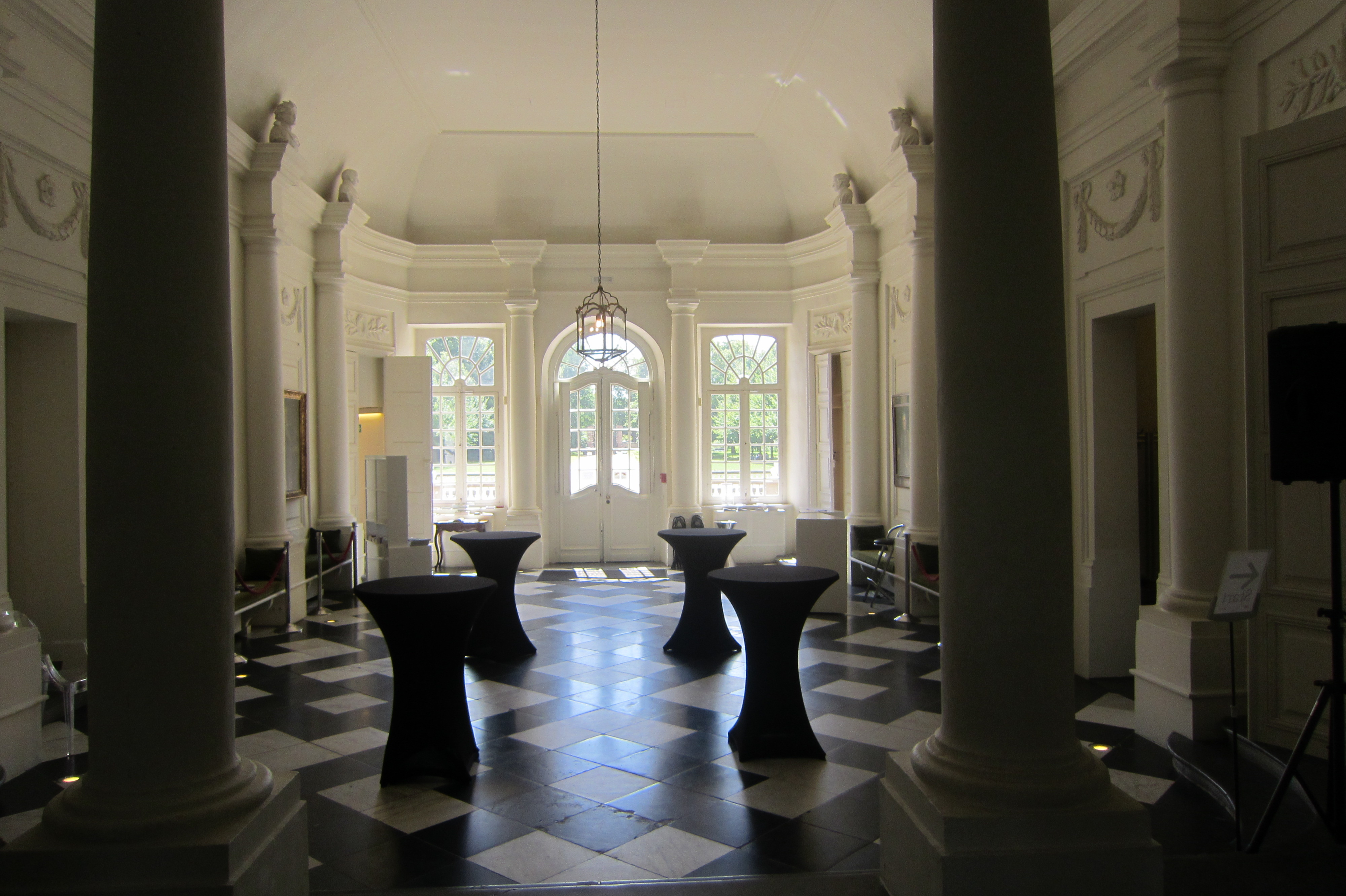
Inkomhal kasteel d'Ursel

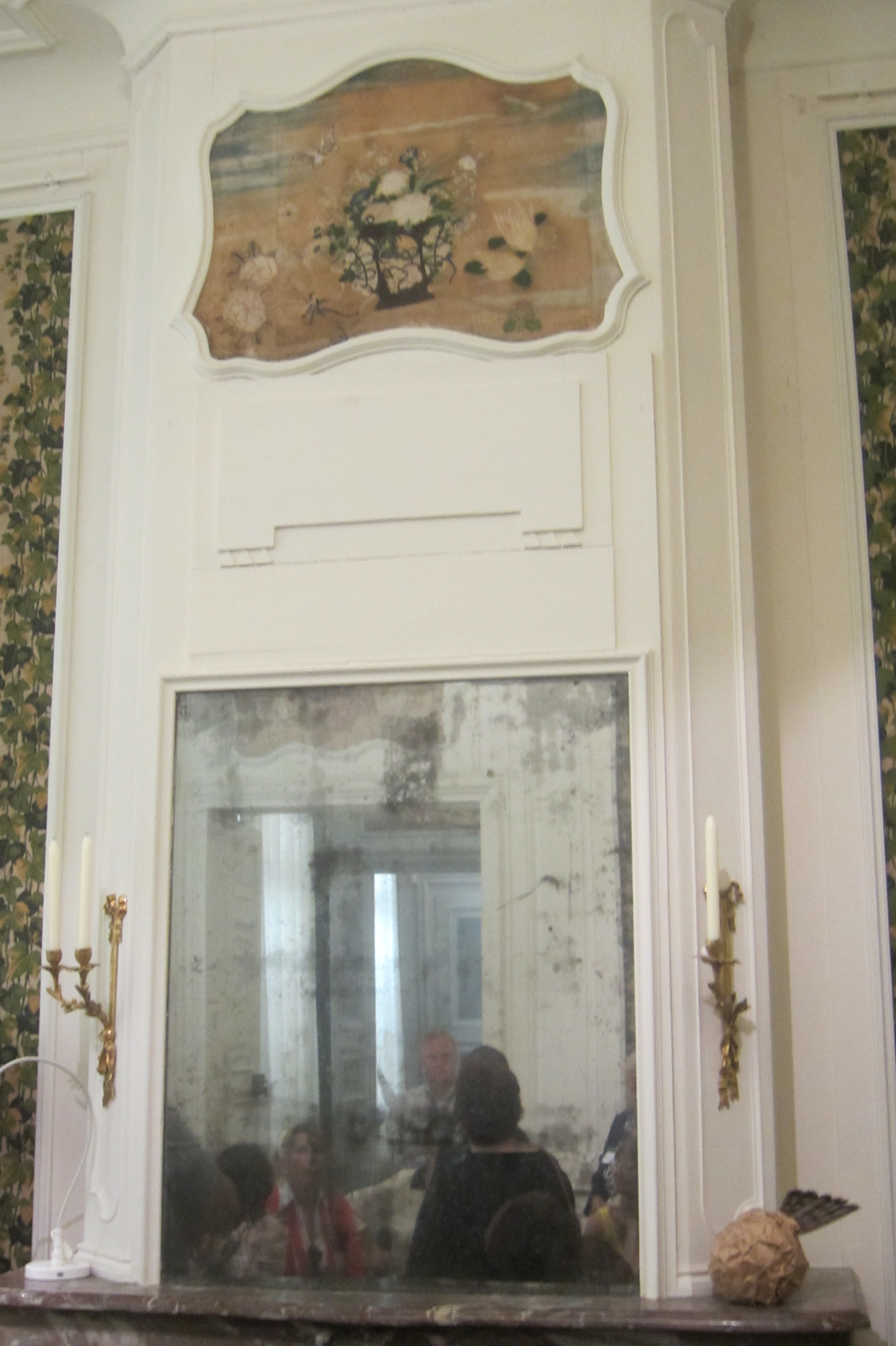
Interieur kasteel d'Ursel

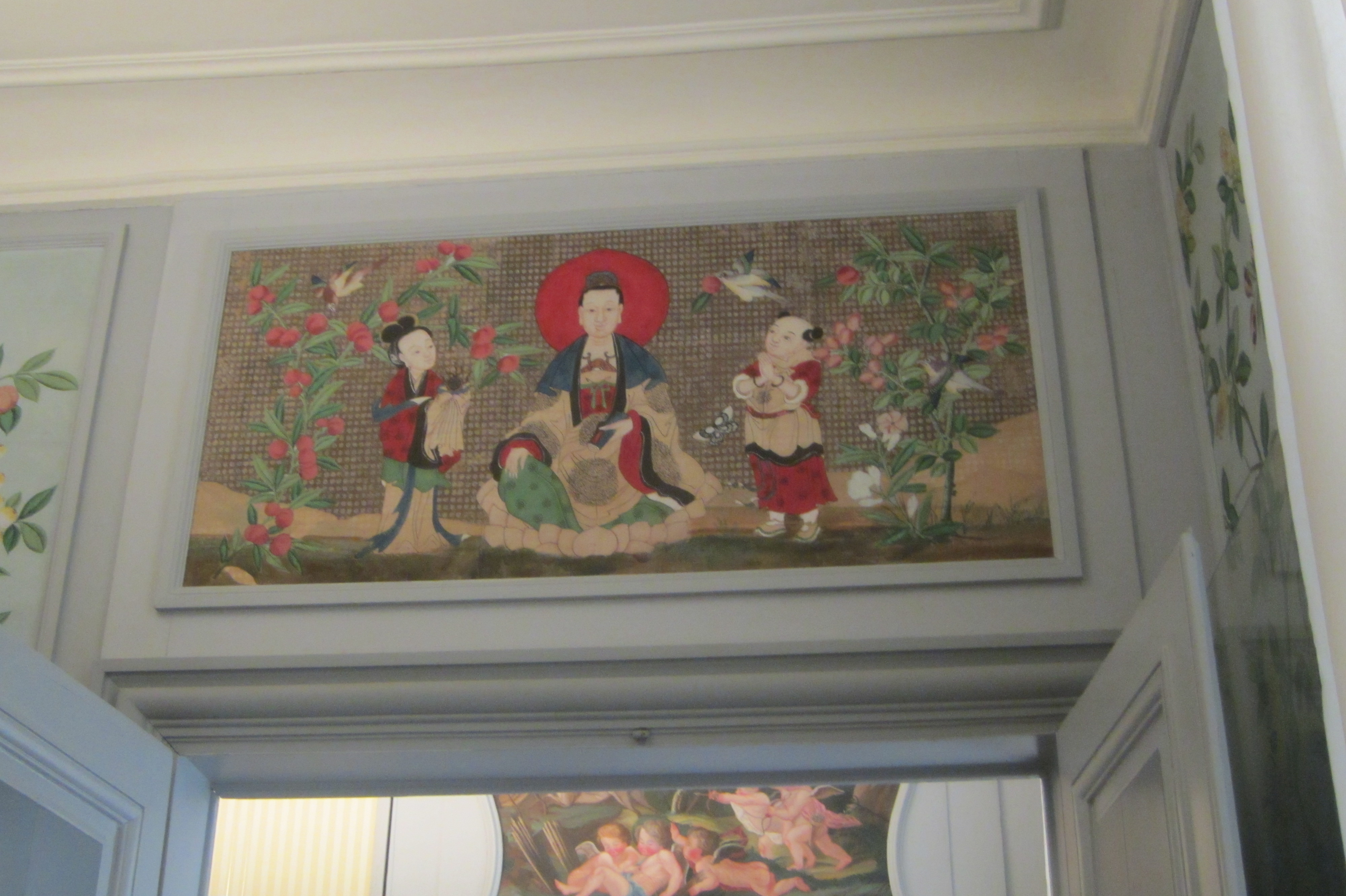
Interieur kasteel d'Ursel met supraporte

Het Kasteel d'Ursel, ook bekend als het Kasteel van Hingene, is een kasteel in het dorp Hingene in de Belgische gemeente Bornem.

## Geschiedenis

### Hertogelijk kasteel
Het kasteel was gedurende meer dan 350 jaar het zomerverblijf van de hertog van Ursel en zijn familie, naast hun hoofdresidentie in Brussel. Het omwald buitengoed in Hingene kwam in 1608 in het bezit van Conrad Schetz, naast het omwald goed reikte de gronden tot aan de boorden van de Schelde. Hij liet het landgoed verbouwen tot een groot zomerverblijf. In 1761-1765 liet diens achterkleinzoon, intussen hertog Karel van Ursel van het Huis Ursel, het kasteel verbouwen door Giovanni Niccolò Servandoni tot zijn huidige neoclassicistische vorm. Ook werd aan de Schelde een jachtpaviljoen gebouwd aan de dijk, en de tuinen aangelegd in Franse stijl, die later evolueerde tot een Engelse Landschapstuin en arboretum.

### Verval
Rond 1973 verliet de hertog het kasteel, waardoor de toestand van de gebouwen langzaam verslechterde. De gemeente Hingene besliste op de gemeenteraadszitting van 11 maart 1972 om een bod van 15 miljoen Belgische frank (uiterste datum was 15 maart) te doen aan de hertogelijke familie, die dit bod aanvaardde. Door de gemeentefusie van 1977 kwam het in handen van de gemeente Bornem en daar was geen geld om dit kasteel te restaureren. In de jaren 1980 organiseerde de oprichter van brandstoffen Maes, Jef Maes, met een comité en tal van andere verenigingen de Kasteelfeesten, waar men toch een glimp kon nemen binnen het kasteel, hetzij de inkomhal. De andere ruimtes in het kasteel waren er erg aan toe. Sinds 10 juli 1984 is het een beschermd monument, ook het groot park, met een jeugdverblijfcentrum en het jachtpaviljoen de Notelaer aan de Schelde zijn openbaar toegankelijk voor het publiek.

### Restauratie
Het werd in 1994 aangekocht door de provincie Antwerpen, die een binnen en buitenrestauratie liet uitvoeren. Er werd onderzoek gedaan door experts, die het slot terug naar de 18e-eeuwse toestand poogden te brengen. Ook werd een directeur aangesteld, die de contacten met de hertogelijke familie herstelde en een wetenschappelijk tijdschrift uitgegeven. In 2018 kreeg het voormalige schildersatelier (14 januari 1879) van Antonine De Mun, een grondige restauratie. Alzo verkreeg het geheel een nieuw stijlvol leven als vakantiewoning. Echter de inrichting van de vakantiewoning was niet in de restauratiebudget (425.000 euro) opgenomen en daarom besloot het kasteel, samen met brouwerij Den Triest, twee streekbieren: de Cuvée Antonine Bruin en de Cuvée Antonine Blond te laten brouwen. Met de verkoop van deze twee bieren zal de inrichting gefinancierd worden. De gemeente Bornem verkocht in juli 2022 de Casteleyn voor 175.000 euro aan de provincie Antwerpen. Zo maakt het gebouw, dat ooit als koetshuis (1804) en portierswoning (1906) dienst deed, weer deel uit van het kasteeldomein. Tot dan had de groendienst van de deelgemeente Hingene (gemeente Bornem) hier zijn onderkomen en stockageruimte. Een grondige renovatie is wel aan de orde, zo werden de versleten poorten vervangen door nieuwe naar het voorbeeld van de poorten uit 1804, dit aan de hand van een foto.

## Wetenswaardig
In 1965 werd op deze locatie het televisiedrama De Grafbewaker onder regie van Harry Kümel opgenomen.

## Magazine
Driemaandelijks wordt door de deputatie van de Provincie Antwerpen het Kasteel d'Ursel Magazine uitgegeven. Het gratis verkrijgbare magazine, waarvan het eerste nummer verscheen op 1 februari 2005, is een forum voor alles wat te maken heeft met de geschiedenis van het kasteel en de familie d'Ursel in het bijzonder, kondigt gerelateerde kunstaankopen aan en vermeldt tentoonstellingen en culturele activiteiten op het kasteel zoals de kasteelfeesten.